# Juan Gil Fernández
Juan Gil Fernández (Madrid, 3 de desembre de 1939) és un llatinista i medievalista espanyol, casat amb l'estudiosa de Colom Consuelo Varela i germà de l'hel·lenista Luis Gil Fernández.

## Biografia
Doctor per la Facoltà di Lettere de Bolonya (Itàlia), entre 1967 i 1971 va ser professor agregat de la Universitat Complutense de Madrid i pertany al Consell Assessor de la seva revista Cuadernos de Filología Clásica. Catedràtic de Filologia Llatina de la Universitat de Sevilla des de 1971, va ser doctor honoris causa per la Universitat Complutense en 2008 i membre de la Reial Acadèmia Espanyola de la Llengua des de 2011.
Es va especialitzar en l'estudi del llatí dels visigots i en el dels mossàrabs (el seu Corpus scriptorum Muzarabicorum és obra de referència entre especialistes); també li interessen els temes històrics: ha editat l'obra completa de Cristóbal Colón i nombroses cròniques i cronicons medievals, entre elles la Crònica najerense; va dedicar així mateix vuit volums a Los conversos y la Inquisición sevillana. Ha publicat més de 300 recerques sobre el llatí en l'Antiguitat, Edat mitjana i Renaixement.

## Obres

### Com a autor únic
- Los Años Sevillanos de Fray Juan de Quevedo: nuevos documentos (1987).
- Franciscanos en el Nuevo Mundo (1987)
- Temas colombinos (1986).
- Mitos y utopías del descubrimiento (1989).
- La India y el Catay: Textos de la antigüedad clásica y del medievo occidental (1995).
- Los conversos y la inquisición sevillana, (2000-2003), 8 vols.
- Miscellanea Wisigothica
- Corpus scriptorum Muzarabicorum (1973-).
- De codicibus Albornotianis ad Graecas Latinasque litteras pertinentibus commentarius Bolonia, Zanichelli, 1964.

### En obres col·lectives
- Amb Consuelo Varela, Cristóbal Colón. Textos y documentos completos, (1992).
- Amb José L. Moralejo i Juan Ignacio Ruiz de la Peña Solar, Crónicas asturianas, (1985).
- Amb Emma Falque Rey i Antonio Maya, Chronica naierensis, 1990.
- "Notas lexicográficas sobre el latín mozárabe" (1972).
- "Notas etimológicas castellanas" (1985).
- "Adquisición y transmisión del humanismo" (1996).
- "La literatura hispanorromana: Historia de un mito" (1998).
- "Las tensiones de una minoría religiosa: La sociedad mozárabe" (1998).
- "Trajano en la Edad Media" (2000).
- "Los autores cristianos (siglos II-IV)" (2003).
- "El latín tardío y medieval (siglos VI-XIII)" (2004).